# Allotisis labyrinthina
Allotisis labyrinthina är en skalbaggsart som beskrevs av Wang 2000. Allotisis labyrinthina ingår i släktet Allotisis och familjen långhorningar. Inga underarter finns listade i Catalogue of Life.